# アウグスティン・ロドリゲス
アウグスティン・ロドリゲス（スペイン語: Augustin Rodriguez、生年不詳 - 1613年）は、スペインのフランシスコ会宣教師である。

## 生涯
1594年（文禄3年）、当時フィリピン総督を務めていたルイス・ペレス・ダスマリニャスの使節として来日。1596年（慶長元年）のサン＝フェリペ号事件によって1597年（慶長2年）に日本二十六聖人が殉教した際、日本国外追放処分となった。
1602年（慶長7年）、日本宣教長となったことにより再来日。江戸幕府将軍の徳川家康に謁見、布教活動を許可された。1604年（慶長9年）に離日するまで江戸や京都の伏見に所在する聖堂を利用してキリスト教の伝道に携わった。